# هرم سرخ (کتاب)
هرم سرخ (به انگلیسی: The Red Pyramid) جلد اول مجموعه وقایع نگاری کین اثر ریک ریوردن است.
هرم سرخ توسط انتشارات تایتان و در تاریخ ۴ می ۲۰۱۰ چاپ شده است.